# Chuquiraga morenonis
Chuquiraga morenonis là một loài thực vật có hoa trong họ Cúc. Loài này được (Kuntze) C.Ezcurra mô tả khoa học đầu tiên năm 1985.